# Zámky (Jizerské hory)
Zámky jsou hora v Jizerských horách ležící 3 km jižně od osady Jizerka a vypínájící se nad vodní nádrží Souš. Jsou nejnižší a nejjižnější tisícovkou v Jizerských horách. Sousedními vrcholy jsou o něco nižší Hruškové skály (997 m n. m.) a Bílé kameny (993 m n. m.). Celý tento hřeben je východní rozsochou Vlašského hřebene. Vrchol je pokryt mladými smrčinami.

## Přístup
Na vrchol odbočuje pěšina z Knížecí cesty, vedoucí jižními svahy Zámků. Kdysi byla značená žlutou turistickou značkou, ale dnes už je prořídlé značení špatně vidět a i pěšina postupně zarůstá. Samotný vrchol pokrývá vzrostlý les, bránící výhledům na okolní hory.

## Okolí
- 0,5 km jihovýchodně od vrcholu vystupují ze zámeckého hřbetu izolované skály Zámecké kameny
- na západním svahu Zámků se na Černé Desné nachází vodní nádrž Souš